# Jimmy Connors
James Scott «Jimmy» Connors (Belleville, 2 de setembre de 1952) és un extennista estatunidenc que va ser número 1 del rànquing mundial durant un total de 268 setmanes, de les quals 160 consecutives entre 1974 i 1977. Posteriorment va exercir com a entrenador de tennis i comentarista esportiu.
Va tenir una trajectòria molt prolífica i manté diversos rècords de l'Era Open com el major nombre de títols individuals amb un total de 109, major nombre de partits individuals disputats amb 1557 i el major nombre de victòries individuals amb 1274. En el seu palmarès destaquen vuit títols de Grand Slam individuals, cinc d'ells dell US Open, però li va mancar el Roland Garros per completar el Grand Slam, el qual no va poder disputar durant els seu millors anys per una disputa contra l'ATP.

## Biografia
Té un germà anomenat John «Johnny».
Connors va créixer a East St. Louis, Illinois. Va començar a jugar de petit entrenat per les seves mare i àvia. Veient el seu potencial, es va traslladar amb la seva mare a Califòrnia per ser entrenat per l'extennista Pancho Segura.
Va esdevenir professional l'any 1972, coincidint amb la creació de l'ATP, però ell va preferir mantenir-se al marge inicialment per disputar altres torneigs menors. El nou circuit emergent li va limitar el nombre de torneigs que podia disputar per no formar-ne part, i Connors ho va haver de denunciar als jutjats. Durant la seva millor etapa al circuit, el torneig de Roland Garros i l'ATP li van denegar la participació al torneig i Connors no va poder completar mai el Grand Slam malgrat dominar el tennis masculí individual.
Va començar una relació sentimental amb la tennista Chris Evert l'any 1974. Ambdós tennistes van guanyar el torneig de Wimbledon individualment aquest mateix any, i la premsa estatunidenca els va anomenar «The Lovebird Double». Tot i que tenien planejat casar-se l'octubre de 1974, la boda es va suspendre i pocs mesos després van tallar la relació. Es van reconciliar en dues ocasions més però la relació tampoc fou reeixida. En l'autobiografia que va publicar l'any 2013, va explicar que Evert estava embarassada i que ella va decidir avortar unilateralment.
Posteriorment va estar compromès amb l'ex Miss Món Marjorie Wallace, però es va casar amb la model Patti McGuire l'any 1979. El matrimoni tingué dos fills anomenats Brett i Aubree, i es van establir a Santa Bàrbara.
A la tardor de 2005 va passar per la sala d'operacions del Cedars-Sinai Medical Center per realitzar-se una substitució de maluc.

## Torneigs de Grand Slam

### Individual: 15 (8−7)
| Resultat  | Núm. | Any  | Torneig          | Oponent         | Marcador                      |
| --------- | ---- | ---- | ---------------- | --------------- | ----------------------------- |
| Guanyador | 1.   | 1974 | Open d'Austràlia | Phil Dent       | 7−6(7), 6−4, 4−6, 6−3         |
| Guanyador | 2.   | 1974 | Wimbledon        | Ken Rosewall    | 6−1, 6−1, 6−4                 |
| Guanyador | 3.   | 1974 | US Open          | Ken Rosewall    | 6−1, 6−0, 6−1                 |
| Finalista | 1.   | 1975 | Open d'Austràlia | John Newcombe   | 5−7, 6−3, 4−6, 5−7            |
| Finalista | 2.   | 1975 | Wimbledon        | Arthur Ashe     | 1−6, 1−6, 7−5, 4−6            |
| Finalista | 3.   | 1975 | US Open          | Manuel Orantes  | 4−6, 3−6, 3−6                 |
| Guanyador | 4.   | 1976 | US Open (2)      | Björn Borg      | 6−4, 3−6, 7−6(9), 6−4         |
| Finalista | 4.   | 1977 | Wimbledon (2)    | Björn Borg      | 6−3, 2−6, 1−6, 7−5, 4−6       |
| Finalista | 5.   | 1977 | US Open (2)      | Guillermo Vilas | 6−2, 3−6, 5−7, 0−6            |
| Finalista | 6.   | 1978 | Wimbledon (3)    | Björn Borg      | 2−6, 2−6, 3−6                 |
| Guanyador | 5.   | 1978 | US Open (3)      | Björn Borg      | 6−4, 6−2, 6−2                 |
| Guanyador | 6.   | 1982 | Wimbledon (2)    | John McEnroe    | 3−6, 6−3, 6−7(2), 7−6(5), 6−4 |
| Guanyador | 7.   | 1982 | US Open (4)      | Ivan Lendl      | 6−3, 6−2, 4−6, 6−4            |
| Guanyador | 8.   | 1983 | US Open (5)      | Ivan Lendl      | 6−3, 6−7(2), 7−5, 6−0         |
| Finalista | 7.   | 1984 | Wimbledon (3)    | John McEnroe    | 1−6, 1−6, 2−6                 |

### Dobles masculins: 3 (2−1)
| Resultat  | Núm. | Any  | Torneig       | Parella      | Oponents                 | Marcador                   |
| --------- | ---- | ---- | ------------- | ------------ | ------------------------ | -------------------------- |
| Finalista | 1.   | 1973 | Roland Garros | Ilie Năstase | John Cooper Neale Fraser | 1−6, 6−3, 3−6, 7−5, 4−6    |
| Guanyador | 1.   | 1973 | Wimbledon     | Ilie Năstase | John Cooper Neale Fraser | 3−6, 6−3, 6−4, 8−9(3), 6−1 |
| Guanyador | 2.   | 1975 | US Open       | Ilie Năstase | Tom Okker Marty Riessen  | 6−4, 7−6                   |

### Dobles mixts: 1 (0−1)
| Resultat  | Núm. | Any  | Torneig | Parella     | Oponents                     | Marcador |
| --------- | ---- | ---- | ------- | ----------- | ---------------------------- | -------- |
| Finalista | 1.   | 1974 | US Open | Chris Evert | Pam Teeguarden Geoff Masters | 1−6, 6−7 |

## Carrera
El 1970, Connors jugava els seus primers partits internacionals i enregistrava la seva primera victòria significativa al superar la primera ronda de l'Obert del Pacífic Sud-oest a Los Angeles, derrotant Roy Emerson.
El 1971, Connors guanyava el títol d'individuals de NCAA mentre assistia a la Universitat de Califòrnia a Los Angeles (UCLA). També guanyava el seu primer torneig internacional a Jacksonville, Florida com a amateur. El salt al circuit professional el faria el 1972 on tornaria a guanyar a Jacksonville.
La competitivitat de Connors a la pista el feu destacar. Es negava a acceptar que se'l guanyés i donava el màxim del seu joc en tots els punts, més enllà que el partit estigués decidit o molt complicat. Tampoc no era advers a jugar davant de la multitud o insultant el seu adversari o àrbitres. El seu comportament insolent tant damunt com fora li va fer guanyar una reputació com l'entremaliat del món de tennis i fins i tot adquiriria popularitat a la premsa rosa, a conseqüència de la seva relació amb Chris Evert.
Connors també adquiria una reputació com a esquirol el 1972 quan es negà a fer-se de l'ATP, el sindicat de la majoria dels tennistes.
L'any 1974 guanyà tots els torneigs del Grand Slam a excepció de Roland Garros. A Austràlia, derrotà Phil Dent en quatre sets a la final i a Ken Rosewall a Wimbledon i a l'Open dels Estats Units. La seva derrota a París va impedir que fos el primer des de Rod Laver a guanyar els quatre títols d'individuals de Grand Slam en un any. Connors mai no va poder guanyar a Roland Garros.
Connors arribava al número 1 del circuit el juliol de 1974 i mantingué aquesta posició durant 160 setmanes. Durant tota la seva carrera, Connors fou número 1 del circuit durant 268 setmanes.
El 1975, Connors es va alçar amb els tres títols individuals de Grand Slam que havia guanyat l'any anterior. El 1976, guanyava a Björn Borg a Wimbledon, i l'Open dels EUA, acabant per tercer any consecutiu com a número 1 del circuit.
El 1977 i després de diferents polèmiques, Connors perdria amb Borg a Wimbledon i amb Guillermo Vilas a Nova York. El gener de 1978, i després d'haver irritat als patrocinadors per haver-se negat a jugar, Connors jugava per primera vegada el Master, guanyant la final contra Borg a Nova York.
L'any 1978, seria Borg qui batria Connors còmodament a la final de Wimbledon, però Connors es revenjaria del suec a Nova York. Aquell any, però, Connors perdia la seva condició de número 1, que passaria a ser per Borg.
Fins al 1982, Connors no tornaria a la final d'individuals de Wimbledon, on jugaria amb John McEnroe, aleshores número 1 del món. Connors salvaria tres pilotes de partit, per finalment endur-se de nou el torneig en una final mítica.
Connors llavors derrotava una altra llegenda del tennis, promesa en aquell moment, com el txec Ivan Lendl, a la final de l'Obert dels EUA de 1982, victòria que repetiria el 1983.
L'última final de Grand Slam de Connors seria a Wimbledon el 1984, un altre cop contra John McEnroe, qui el batria amb facilitat. Preguntat després del partit, si John McEnroe era millor que ell, va respondre que "mai".
Començaria, aleshores, un autèntic calvari per Connors que no acabaria fins que el 1988 guanyaria el Sovran Bank Tennis Classic a Washington DC. Era el 106è títol de la seva carrera. Connors havia jugat en 56 torneigs i 12 finals des de la seva última victòria a Tòquio contra Lendl l'octubre de 1984.
Però, el moment que pot definir la confiança de Connors en el seu joc, fou el 1991. Tenia 39 anys i sent el número 936 del circuit havia superat una greu lesió de canell que l'havia portat a passar per la sala d'operacions. Amb el seu revés deteriorat, fou eliminat per retirada en tercera ronda de París, en un partit a 5 sets amb Michael Chang guanyador de l'edició anterior. Però a Nova York, Connors acabaria de forjar la seva pròpia llegenda. Sorprenentment, Connors arribaria a quarts de final, el dia del seu aniversari, on es batria amb Aaron Krickstein de 24 anys i a qui guanyaria per 3-6, 7-6(8), 1-6, 6-3, 7-6(4) en 4 hores i 41 minuts, amb un marcador desfavorable al cinquè set de 2-5. A la semifinal, amb la pista a vessar i amb la presència de la número 1 del món femení, Steffi Graf, Connors perdria amb un dels millors jugadors d'aquell any i guanyador a París, Jim Courier. Finalment, Connors seguiria jugant a un nivell menor i es retiraria.
Al juliol de 2006, Andy Roddick va anunciar la seva contractació com a entrenador, amb el qual va disputar la final del US Open tot i ser derrotat per Roger Federer. Aquesta relació va durar dinou mesos. A partir del juliol de 2013 es va encarregar de dirigir la russa Maria Xaràpova, però un mes després ja van anunciar la seva separació després d'haver disputat un únic partit.

## Palmarès

### Individual: 161 (109−52)
| Títols per superfície |
| --------------------- |
| Dura (46−15)          |
| Gespa (9−7)           |
| Terra batuda (14−9)   |
| Moqueta (40−21)       |

| Resultat  | Núm. | Data                   | Torneig                                         | Superfície   | Oponent              | Marcador                |
| --------- | ---- | ---------------------- | ----------------------------------------------- | ------------ | -------------------- | ----------------------- |
| Finalista | 1.   | 1 d'agost de 1971      | Columbus, Estats Units                          | Dura         | Tom Gorman           | 7−6, 6−7, 6−4, 6−7, 3−6 |
| Finalista | 2.   | 26 de setembre de 1971 | Los Angeles, Estats Units                       | Dura         | Pancho Gonzales      | 6−3, 3−6, 3−6           |
| Finalista | 3.   | 9 de gener de 1972     | Baltimore, Estats Units                         | Dura         | Ilie Năstase         | 6−1, 4−6, 6−7           |
| Guanyador | 1.   | 16 de gener de 1972    | Jacksonville, Estats Units                      | Dura (i)     | Clark Graebner       | 7−5, 6−4                |
| Guanyador | 2.   | 23 de gener de 1972    | Roanoke, Estats Units                           | Moqueta (i)  | Vladimír Zedník      | 6−4, 7−6                |
| Finalista | 4.   | 12 de març de 1972     | Washington DC, Estats Units                     | Moqueta (i)  | Stan Smith           | 6−4, 1−6, 3−6, 6−4, 1−6 |
| Finalista | 5.   | 13 d'agost de 1972     | Indianapolis, Estats Units                      | Terra batuda | Bob Hewitt           | 6−7, 1−6, 2−6           |
| Guanyador | 3.   | 24 de juny de 1972     | Londres, Regne Unit                             | Gespa        | John Paish           | 6−2, 6−3                |
| Guanyador | 4.   | 23 de juliol de 1972   | Columbus                                        | Terra batuda | Andrew Pattison      | 7−5, 6−3, 7−5           |
| Guanyador | 5.   | 8 d'agost de 1972      | Cincinnati, Estats Units                        | Terra batuda | Guillermo Vilas      | 6−3, 6−3                |
| Guanyador | 6.   | 30 de setembre de 1972 | Albany, Estats Units                            | Dura (i)     | Roscoe Tanner        | 6−2, 7−6                |
| Guanyador | 7.   | 7 de gener de 1973     | Baltimore                                       | Moqueta (i)  | Sandy Mayer          | 6−4, 7−5                |
| Guanyador | 8.   | 21 de gener de 1973    | Roanoke (2)                                     | Moqueta (i)  | Ian Fletcher         | 6−2, 6−3                |
| Finalista | 6.   | 28 de gener de 1973    | Omaha, Estats Units                             | Dura (i)     | Ilie Năstase         | 0−5, retirada           |
| Guanyador | 9.   | 11 de febrer de 1973   | Salt Lake City, Estats Units                    | Dura (i)     | Paul Gerken          | 6−1, 6−2                |
| Guanyador | 10.  | 24 de febrer de 1973   | Salisbury, Estats Units                         | Dura (i)     | Karl Meiler          | 3−6, 7−6, 7−6, 6−3      |
| Guanyador | 11.  | 3 de març de 1973      | Hampton, Estats Units                           | Dura (i)     | Ilie Năstase         | 4−6, 6−3, 7−5, 6−3      |
| Guanyador | 12.  | 10 de març de 1973     | Paramus, Estats Units                           | Dura         | Clark Graebner       | 6−1, 6−2                |
| Finalista | 7.   | 25 de març de 1973     | Washington DC (2)                               | Moqueta (i)  | Ilie Năstase         | 6−4, 4−6, 2−6, 7−5, 2−6 |
| Guanyador | 13.  | 23 de juliol de 1973   | Boston, Estats Units                            | Dura         | Arthur Ashe          | 6−3, 3−6, 6−4, 3−6, 6−2 |
| Finalista | 8.   | 29 de juliol de 1973   | Bretton Woods, Estats Units                     | Terra batuda | Vijay Amritraj       | 5−7, 6−2, 5−7           |
| Guanyador | 14.  | 5 d'agost de 1973      | Columbus (2)                                    | Terra batuda | Charlie Pasarell     | 3−6, 6−3, 6−3           |
| Guanyador | 15.  | 23 de setembre de 1973 | Los Angeles                                     | Dura         | Tom Okker            | 7−5, 7−6(9)             |
| Guanyador | 16.  | 7 d'octubre de 1973    | Quebec, Canadà                                  | Dura (i)     | Marty Riessen        | 6−1, 6−4, 6−7, 6−0      |
| Guanyador | 17.  | 27 de novembre de 1973 | Johannesburg, Sud-àfrica                        | Dura         | Arthur Ashe          | 6−4, 7−6, 6−3           |
| Guanyador | 18.  | 1 de gener de 1974     | Open d'Austràlia, Austràlia                     | Gespa        | Phil Dent            | 7−6(7), 6−4, 4−6, 6−3   |
| Guanyador | 19.  | 20 de gener de 1974    | Roanoke (3)                                     | Moqueta (i)  | Karl Meiler          | 6−4, 6−3                |
| Finalista | 9.   | 27 de gener de 1974    | Omaha (2)                                       | Moqueta (i)  | Karl Meiler          | 3−6, 6−1, 3−6           |
| Guanyador | 20.  | 10 de febrer de 1974   | Little Rock, Estats Units                       | Moqueta (i)  | Karl Meiler          | 6−2, 6−1                |
| Guanyador | 21.  | 17 de febrer de 1974   | Birmingham, Estats Units                        | Moqueta (i)  | Sandy Mayer          | 7−5, 6−3                |
| Guanyador | 22.  | 24 de febrer de 1974   | Salisbury (2)                                   | Dura (i)     | Frew McMillan        | 6−4, 7−5, 6−3           |
| Guanyador | 23.  | 10 de març de 1974     | Hampton (2)                                     | Dura (i)     | Ilie Năstase         | 6−4, 6−4                |
| Guanyador | 24.  | 24 de març de 1974     | Salt Lake City (2)                              | Dura (i)     | Vitas Gerulaitis     | 4−6, 7−6, 6−3           |
| Guanyador | 25.  | 31 de març de 1974     | Tempe, Estats Units                             | Dura         | Vijay Amritraj       | 6−1, 6−2                |
| Guanyador | 26.  | 8 de juny de 1974      | Manchester, Regne Unit                          | Gespa        | Mike Collins         | 13−11, 6−2              |
| Guanyador | 27.  | 6 de juliol de 1974    | Wimbledon, Regne Unit                           | Gespa        | Ken Rosewall         | 6−1, 6−1, 6−4           |
| Guanyador | 28.  | 11 d'agost de 1974     | Indianapolis                                    | Terra batuda | Björn Borg           | 5−7, 6−3, 6−4           |
| Finalista | 10.  | 25 d'agost de 1974     | South Orange, Estats Units                      | Dura         | Alex Metreveli       | Renúncia                |
| Guanyador | 29.  | 8 de setembre de 1974  | US Open, Estats Units                           | Gespa        | Ken Rosewall         | 6−1, 6−0, 6−1           |
| Guanyador | 30.  | 23 de setembre de 1974 | Los Angeles (2)                                 | Dura         | Harold Solomon       | 6−3, 6−1                |
| Guanyador | 31.  | 16 de novembre de 1974 | Londres, Regne Unit                             | Moqueta (i)  | Brian Gottfried      | 6−2, 7−6                |
| Guanyador | 32.  | 26 de novembre de 1974 | Johannesburg (2)                                | Dura         | Arthur Ashe          | 7−6, 6−3, 6−1           |
| Finalista | 11.  | 1 de gener de 1975     | Open d'Austràlia                                | Gespa        | John Newcombe        | 5−7, 6−3, 4−6, 6−7      |
| Guanyador | 33.  | 18 de gener de 1975    | Freeport, Bahames                               | Dura         | Karl Meiler          | 6−0, 6−2                |
| Guanyador | 34.  | 26 de gener de 1975    | Birmingham (2)                                  | Moqueta (i)  | Billy Martin         | 6−4, 6−3                |
| Guanyador | 35.  | 16 de febrer de 1975   | Salisbury (3)                                   | Moqueta (i)  | Vitas Gerulaitis     | 5−7, 7−5, 6−1, 3−6, 6−0 |
| Guanyador | 36.  | 23 de febrer de 1975   | Boca Raton, Estats Units                        | Dura         | Jürgen Fassbender    | 6−4, 6−2                |
| Guanyador | 37.  | 16 de març de 1975     | Hampton (3)                                     | Moqueta (i)  | Jan Kodeš            | 3−6, 6−3, 6−0           |
| Finalista | 12.  | 23 de març de 1975     | Nova York, Estats Units                         | Moqueta (i)  | Vitas Gerulaitis     | Renúncia                |
| Guanyador | 38.  | 27 d'abril de 1975     | Denver, Estats Units                            | Moqueta (i)  | Brian Gottfried      | 6−3, 6−4                |
| Finalista | 13.  | 5 de juliol de 1975    | Wimbledon                                       | Gespa        | Arthur Ashe          | 1−6, 1−6, 7−5, 4−6      |
| Guanyador | 39.  | 10 d'agost de 1975     | North Conway, Estats Units                      | Terra batuda | Ken Rosewall         | 6−2, 6−2                |
| Finalista | 14.  | 7 de setembre de 1975  | US Open                                         | Terra batuda | Manuel Orantes       | 4−6, 3−6, 3−6           |
| Guanyador | 40.  | 21 de setembre de 1975 | Hamilton, Bermudes                              | Terra batuda | Vitas Gerulaitis     | 6−1, 6−4                |
| Guanyador | 41.  | 5 d'octubre de 1975    | Maui, Estats Units                              | Dura         | Sandy Mayer          | 6−1, 6−0                |
| Finalista | 15.  | 9 de novembre de 1975  | Estocolm, Suècia                                | Dura (i)     | Adriano Panatta      | 4−6, 3−6                |
| Finalista | 16.  | 15 de novembre de 1975 | Londres                                         | Moqueta (i)  | Eddie Dibbs          | 6−1, 1−6, 5−7           |
| Guanyador | 42.  | 25 de gener de 1976    | Birmingham (3)                                  | Moqueta (i)  | Roscoe Tanner        | 6−4, 3−6, 6−1           |
| Guanyador | 43.  | 1 de febrer de 1976    | Filadèlfia, Estats Units                        | Moqueta (i)  | Björn Borg           | 7−6, 6−4, 6−0           |
| Finalista | 17.  | 22 de febrer de 1976   | Salisbury                                       | Moqueta (i)  | Ilie Năstase         | 2−6, 3−6, 6−7           |
| Guanyador | 44.  | 14 de març de 1976     | Hampton (4)                                     | Moqueta (i)  | Ilie Năstase         | 6−2, 6−2, 6−2           |
| Finalista | 18.  | 21 de març de 1976     | La Costa, Estats Units                          | Dura         | Ilie Năstase         | 6−4, 0−6, 1−6           |
| Guanyador | 45.  | 28 de març de 1976     | Palm Springs, Estats Units                      | Dura         | Roscoe Tanner        | 6−4, 6−4                |
| Guanyador | 46.  | 25 d'abril de 1976     | Denver (2)                                      | Moqueta (i)  | Ross Case            | 7−6, 6−2                |
| Guanyador | 47.  | 16 de maig de 1976     | Las Vegas, Estats Units                         | Dura         | Ken Rosewall         | 6−1, 6−3                |
| Guanyador | 48.  | 26 de juliol de 1976   | Washington DC                                   | Terra batuda | Raúl Ramírez         | 6−2, 6−4                |
| Guanyador | 49.  | 8 d'agost de 1976      | North Conway (2)                                | Terra batuda | Raúl Ramírez         | 7−6, 4−6, 6−3           |
| Guanyador | 50.  | 16 d'agost de 1976     | Indianapolis (2)                                | Terra batuda | Wojtek Fibak         | 6−2, 6−4                |
| Guanyador | 51.  | 12 de setembre de 1976 | US Open (2)                                     | Terra batuda | Björn Borg           | 6−4, 3−6, 7−6, 6−4      |
| Guanyador | 52.  | 7 de novembre de 1976  | Colònia, Alemanya Occidental                    | Moqueta (i)  | Frew McMillan        | 6−2, 6−3                |
| Guanyador | 53.  | 21 de novembre de 1976 | Wembley, Regne Unit                             | Moqueta (i)  | Roscoe Tanner        | 3−6, 7−6, 6−4           |
| Finalista | 19.  | 19 de desembre de 1976 | Las Vegas                                       | Moqueta (i)  | Ilie Năstase         | 6−3, 6−7, 4−6, 5−7      |
| Guanyador | 54.  | 16 de gener de 1977    | Birmingham (4)                                  | Moqueta (i)  | Roscoe Tanner        | 6−4, 3−6, 6−1           |
| Finalista | 20.  | 23 de gener de 1977    | Boca Raton                                      | Terra batuda | Bill Scanlon         | 6−3, 6−3                |
| Finalista | 21.  | 30 de gener de 1977    | Filadèlfia                                      | Moqueta (i)  | Dick Stockton        | 6−3, 4−6, 6−3, 1−6, 2−6 |
| Finalista | 22.  | 20 de febrer de 1977   | Toronto, Canadà                                 | Moqueta (i)  | Dick Stockton        | 6−5, retirada           |
| Guanyador | 55.  | 20 de març de 1977     | Saint Louis, Estats Units                       | Moqueta (i)  | John Alexander       | 7−6, 6−2                |
| Guanyador | 56.  | 1 de maig de 1977      | Las Vegas (2)                                   | Dura         | Raúl Ramírez         | 6−4, 5−7, 6−2           |
| Guanyador | 57.  | 15 de maig de 1977     | Dallas, Estats Units                            | Moqueta (i)  | Dick Stockton        | 6−7, 6−1, 6−4, 6−3      |
| Finalista | 23.  | 2 de juliol de 1977    | Wimbledon (2)                                   | Gespa        | Björn Borg           | 6−3, 2−6, 1−6, 7−5, 4−6 |
| Finalista | 24.  | 14 d'agost de 1977     | Indianapolis (2)                                | Terra batuda | Manuel Orantes       | 1−6, 3−6                |
| Finalista | 25.  | 11 de setembre de 1977 | US Open (2)                                     | Terra batuda | Guillermo Vilas      | 6−2, 3−6, 6−7, 0−6      |
| Guanyador | 58.  | 9 d'octubre de 1977    | Maui (2)                                        | Dura         | Brian Gottfried      | 6−2, 6−0                |
| Guanyador | 59.  | 23 d'octubre de 1977   | Sydney, Austràlia                               | Dura (i)     | Ken Rosewall         | 7−5, 6−4, 6−2           |
| Guanyador | 60.  | 20 de novembre de 1977 | WCT Challenge Cup, Las Vegas, Estats Units      | Moqueta (i)  | Roscoe Tanner        | 6−2, 5−6, 3−6, 6−2, 6−5 |
| Guanyador | 61.  | 8 de gener de 1978     | Masters Grand Prix, Nova York, Estats Units     | Moqueta (i)  | Björn Borg           | 6−4, 1−6, 6−4           |
| Finalista | 26.  | 22 de gener de 1978    | Boca Raton (2)                                  | Terra batuda | Björn Borg           | 6−7, 6−3, 1−6           |
| Guanyador | 62.  | 29 de gener de 1978    | Filadèlfia (2)                                  | Moqueta (i)  | Roscoe Tanner        | 6−2, 6−4, 6−3           |
| Guanyador | 63.  | 26 de febrer de 1978   | Denver (3)                                      | Moqueta (i)  | Stan Smith           | 6−2, 7−6                |
| Guanyador | 64.  | 5 de març de 1978      | Memphis, Estats Units                           | Moqueta (i)  | Tim Gullikson        | 7−6, 6−3                |
| Guanyador | 65.  | 9 d'abril de 1978      | Rotterdam, Països Baixos                        | Moqueta (i)  | Raúl Ramírez         | 7−5, 7−5                |
| Guanyador | 66.  | 18 de juny de 1978     | Birmingham, Regne Unit                          | Gespa (i)    | Raúl Ramírez         | 6−3, 6−1, 6−2           |
| Finalista | 27.  | 8 de juliol de 1978    | Wimbledon (3)                                   | Gespa        | Björn Borg           | 2−6, 2−6, 3−6           |
| Guanyador | 67.  | 23 de juliol de 1978   | Washington DC (2)                               | Terra batuda | Eddie Dibbs          | 7−5, 7−5                |
| Guanyador | 68.  | 13 d'agost de 1978     | Indianapolis (3)                                | Terra batuda | José Higueras        | 7−5, 6−1                |
| Guanyador | 69.  | 20 d'agost de 1978     | Stowe, Estats Units                             | Dura         | Tim Gullikson        | 6−2, 6−3                |
| Guanyador | 70.  | 10 de setembre de 1978 | US Open (3)                                     | Dura         | Björn Borg           | 6−4, 6−2, 6−2           |
| Guanyador | 71.  | 22 d'octubre de 1978   | Sydney (2)                                      | Dura (i)     | Geoff Masters        | 6−0, 6−0, 6−4           |
| Guanyador | 72.  | 21 de gener de 1979    | Birmingham (5)                                  | Moqueta (i)  | Eddie Dibbs          | 6−2, 3−6, 7−5           |
| Guanyador | 73.  | 28 de gener de 1979    | Filadèlfia (3)                                  | Moqueta (i)  | Arthur Ashe          | 6−3, 6−4, 6−1           |
| Finalista | 28.  | 11 de febrer de 1979   | Boca Raton (3)                                  | Terra batuda | Björn Borg           | 2−6, 3−6                |
| Guanyador | 74.  | 25 de febrer de 1979   | Dorado, Puerto Rico                             | Dura         | Vitas Gerulaitis     | 6−5, 6−0, 6−4           |
| Guanyador | 75.  | 4 de març de 1979      | Memphis (2)                                     | Moqueta (i)  | Arthur Ashe          | 6−4, 5−7, 6−3           |
| Guanyador | 76.  | 15 d'abril de 1979     | Tulsa, Estats Units                             | Dura (i)     | Eddie Dibbs          | 6−7, 7−5, 6−1           |
| Finalista | 29.  | 29 d'abril de 1979     | Las Vegas (2)                                   | Dura         | Björn Borg           | 3−6, 2−6                |
| Guanyador | 77.  | 12 d'agost de 1979     | Indianapolis (4)                                | Terra batuda | Guillermo Vilas      | 6−1, 2−6, 6−4           |
| Guanyador | 78.  | 19 d'agost de 1979     | Stowe (2)                                       | Dura         | Mike Cahill          | 6−0, 6−1                |
| Finalista | 30.  | 4 de novembre de 1979  | Tòquio, Japó                                    | Moqueta (i)  | Björn Borg           | 2−6, 2−6                |
| Guanyador | 79.  | 11 de novembre de 1979 | Hong Kong, Hong Kong                            | Dura         | Pat Dupré            | 7−5, 6−3, 6−1           |
| Finalista | 31.  | 9 de desembre de 1979  | Mont-real, Canadà                               | Moqueta (i)  | Björn Borg           | 4−6, 2−6, 6−2, 4−6      |
| Guanyador | 80.  | 20 de gener de 1980    | Birmingham (6)                                  | Moqueta (i)  | Eliot Teltscher      | 6−3, 6−2                |
| Guanyador | 81.  | 27 de gener de 1980    | Filadèlfia (4)                                  | Moqueta (i)  | John McEnroe         | 6−3, 2−6, 6−3, 3−6, 6−4 |
| Finalista | 32.  | 2 de març de 1980      | Memphis                                         | Moqueta (i)  | John McEnroe         | 6−7, 6−7                |
| Finalista | 33.  | 16 de març de 1980     | San José, Costa Rica                            | Dura         | José Luis Clerc      | 6−4, 6−2, retirada      |
| Guanyador | 82.  | 4 de maig de 1980      | World Championship Tennis, Dallas, Estats Units | Moqueta (i)  | John McEnroe         | 2−6, 7−6, 6−1, 6−2      |
| Guanyador | 83.  | 3 d'agost de 1980      | North Conway (3)                                | Terra batuda | Eddie Dibbs          | 6−3, 5−7, 6−1           |
| Guanyador | 84.  | 19 d'octubre de 1980   | Canton, Xina                                    | Moqueta (i)  | Eliot Teltscher      | 6−2, 6−4                |
| Guanyador | 85.  | 2 de novembre de 1980  | Tòquio                                          | Moqueta (i)  | Tom Gullikson        | 6−1, 6−2                |
| Guanyador | 86.  | 22 de febrer de 1981   | La Quinta, Estats Units                         | Dura         | Ivan Lendl           | 6−3, 7−6                |
| Guanyador | 87.  | 15 de març de 1981     | Brussel·les, Bèlgica                            | Moqueta (i)  | Brian Gottfried      | 6−2, 6−4, 6−3           |
| Guanyador | 88.  | 22 de març de 1981     | Rotterdam (2)                                   | Dura (i)     | Gene Mayer           | 6−1, 2−6, 6−2           |
| Finalista | 34.  | 17 de maig de 1981     | Hamburg, Alemanya Occidental                    | Terra batuda | Peter McNamara       | 6−7, 1−6, 6−4, 4−6      |
| Guanyador | 89.  | 15 de novembre de 1981 | Wembley (2)                                     | Moqueta (i)  | John McEnroe         | 3−6, 2−6, 6−3, 6−4, 6−2 |
| Finalista | 35.  | 31 de gener de 1982    | Filadèlfia (2)                                  | Moqueta (i)  | John McEnroe         | 3−6, 3−6, 1−6           |
| Guanyador | 90.  | 28 de febrer de 1982   | Monterrey, Mèxic                                | Moqueta (i)  | Johan Kriek          | 6−2, 3−6, 6−3           |
| Finalista | 36.  | 21 de març de 1982     | Rotterdam                                       | Moqueta (i)  | Guillermo Vilas      | 6−0, 2−6, 4−6           |
| Finalista | 37.  | 28 de març de 1982     | Milà, Itàlia                                    | Moqueta (i)  | Guillermo Vilas      | 3−6, 3−6                |
| Guanyador | 91.  | 18 d'abril de 1982     | Los Angeles (3)                                 | Dura         | Mel Purcell          | 6−2, 6−1                |
| Guanyador | 92.  | 25 d'abril de 1982     | Las Vegas (3)                                   | Dura         | Gene Mayer           | 5−2, retirada           |
| Guanyador | 93.  | 13 de juny de 1982     | Londres (2)                                     | Gespa        | John McEnroe         | 7−5, 6−3                |
| Guanyador | 94.  | 4 de juliol de 1982    | Wimbledon (2)                                   | Gespa        | John McEnroe         | 3−6, 6−3, 6−7, 7−6, 6−4 |
| Guanyador | 95.  | 8 d'agost de 1982      | Columbus (3)                                    | Dura         | Brian Gottfried      | 7−5, 6−0                |
| Guanyador | 96.  | 12 de setembre de 1982 | US Open (4)                                     | Dura         | Ivan Lendl           | 6−3, 6−2, 4−6, 6−4      |
| Finalista | 38.  | 26 de setembre de 1982 | San Francisco, Estats Units                     | Moqueta (i)  | John McEnroe         | 1−6, 3−6                |
| Guanyador | 97.  | 20 de febrer de 1983   | Memphis (3)                                     | Moqueta (i)  | Gene Mayer           | 7−5, 6−0                |
| Guanyador | 98.  | 24 d'abril de 1983     | Las Vegas (4)                                   | Dura         | Mark Edmondson       | 7−6, 6−1                |
| Guanyador | 99.  | 12 de juny de 1983     | Londres (3)                                     | Gespa        | John McEnroe         | 6−3, 6−3                |
| Guanyador | 100. | 11 de setembre de 1983 | US Open (5)                                     | Dura         | Ivan Lendl           | 6−3, 6−7, 7−5, 6−0      |
| Finalista | 39.  | 13 de novembre de 1983 | Wembley                                         | Moqueta (i)  | John McEnroe         | 5−7, 1−6, 4−6           |
| Guanyador | 101. | 12 de febrer de 1984   | Memphis (4)                                     | Moqueta (i)  | Henri Leconte        | 6−3, 4−6, 7−5           |
| Guanyador | 102. | 19 de febrer de 1984   | La Quinta (2)                                   | Dura         | Yannick Noah         | 6−2, 6−7, 6−3           |
| Guanyador | 103. | 1 d'abril de 1984      | Boca West, Estats Units                         | Dura         | Johan Kriek          | 7−5, 6−4                |
| Finalista | 40.  | 29 d'abril de 1984     | Dallas                                          | Moqueta (i)  | John McEnroe         | 1−6, 2−6, 3−6           |
| Finalista | 41.  | 8 de juliol de 1984    | Wimbledon (4)                                   | Gespa        | John McEnroe         | 1−6, 1−6, 2−6           |
| Guanyador | 104. | 16 de setembre de 1984 | Los Angeles (4)                                 | Dura         | Eliot Teltscher      | 6−4, 4−6, 6−4           |
| Guanyador | 105. | 21 d'octubre de 1984   | Tòquio (2)                                      | Moqueta (i)  | Ivan Lendl           | 6−4, 3−6, 6−0           |
| Finalista | 42.  | 31 de març de 1985     | Fort Myers, Estats Units                        | Dura         | Ivan Lendl           | 2−6, 3−6                |
| Finalista | 43.  | 7 d'abril de 1985      | Chicago, Estats Units                           | Moqueta (i)  | John McEnroe         | Renúncia                |
| Finalista | 44.  | 23 de març de 1986     | Fort Myers (2)                                  | Dura         | Ivan Lendl           | 2−6, 0−6                |
| Finalista | 45.  | 15 de juny de 1986     | Londres                                         | Gespa        | Tim Mayotte          | 4−6, 1−2, retirada      |
| Finalista | 46.  | 24 d'agost de 1986     | Cincinnati                                      | Dura         | Mats Wilander        | 4−6, 1−6                |
| Finalista | 47.  | 28 de setembre de 1986 | San Francisco (2)                               | Moqueta (i)  | John McEnroe         | 6−7, 3−6                |
| Finalista | 48.  | 15 de febrer de 1987   | Memphis (2)                                     | Dura (i)     | Stefan Edberg        | 3−6, 1−2, retirada      |
| Finalista | 49.  | 22 de març de 1987     | Orlando, Estats Units                           | Dura         | Christo van Rensburg | 3−6, 6−3, 1−6           |
| Finalista | 50.  | 15 de juny de 1987     | Londres (2)                                     | Gespa        | Boris Becker         | 7−6, 3−6, 4−6           |
| Finalista | 51.  | 21 de febrer de 1988   | Milà (2)                                        | Moqueta (i)  | Yannick Noah         | 4−4, retirada           |
| Finalista | 52.  | 27 de març de 1988     | Miami, Estats Units                             | Dura         | Mats Wilander        | 4−6, 6−4, 4−6, 4−6      |
| Guanyador | 106. | 23 de juliol de 1988   | Washington DC (3)                               | Dura         | Andrés Gómez         | 6−1, 6−4                |
| Guanyador | 107. | 16 d'octubre de 1988   | Tolosa, França                                  | Dura (i)     | Andrei Chesnokov     | 6−2, 6−0                |
| Guanyador | 108. | 15 d'octubre de 1989   | Tolosa (2)                                      | Dura (i)     | John McEnroe         | 6−3, 6−3                |
| Guanyador | 109. | 22 d'octubre de 1989   | Tel-Aviv, Israel                                | Dura         | Gilad Bloom          | 2−6, 6−2, 6−1           |

#### Períodes com a número 1
| Núm. | Predecessor   | Dates                   | Successor    | Setmanes | Acumulat |
| ---- | ------------- | ----------------------- | ------------ | -------- | -------- |
| 1.   | John Newcombe | 29/07/1974 − 22/08/1977 | Björn Borg   | 160      | 160      |
| 2.   | Björn Borg    | 30/08/1987 − 08/04/1979 | Björn Borg   | 84       | 244      |
| 3.   | Björn Borg    | 21/05/1979 − 08/07/1979 | Björn Borg   | 7        | 251      |
| 4.   | John McEnroe  | 13/09/1982 − 31/10/1982 | John McEnroe | 7        | 258      |
| 5.   | John McEnroe  | 08/11/1982 − 14/11/1982 | John McEnroe | 1        | 259      |
| 6.   | John McEnroe  | 31/01/1983 − 06/02/1983 | John McEnroe | 1        | 260      |
| 7.   | John McEnroe  | 14/02/1983 − 27/02/1983 | Ivan Lendl   | 2        | 262      |
| 8.   | Ivan Lendl    | 16/05/1983 − 05/06/1983 | John McEnroe | 3        | 265      |
| 9.   | John McEnroe  | 13/06/1983 − 03/07/1983 | John McEnroe | 3        | 268      |

### Dobles masculins: 34 (21−13)
| Títols per superfície |
| --------------------- |
| Dura (10−7)           |
| Gespa (1−0)           |
| Terra batuda (6−3)    |
| Moqueta (4−3)         |

| Resultat  | Núm. | Data                   | Torneig                      | Superfície   | Parella          | Oponents                              | Marcador                   |
| --------- | ---- | ---------------------- | ---------------------------- | ------------ | ---------------- | ------------------------------------- | -------------------------- |
| Finalista | 1.   | 15 de febrer de 1971   | Nova York, Estats Units      | Dura         | Haroon Rahim     | Juan Gisbert Manuel Orantes           | 6−7, 2−6                   |
| Finalista | 2.   | 1971                   | Tanglewood, Estats Units     | Dura         | Jeff Austin      | Jim McManus Jim Osborne               | 2−6, 4−6                   |
| Finalista | 3.   | 2 d'agost de 1971      | Columbus, Estats Units       | Dura         | Roscoe Tanner    | Jim McManus Jim Osborne               | 6−4, 5−7, 2−6              |
| Guanyador | 1.   | 26 de setembre de 1971 | Los Angeles, Estats Units    | Dura         | Jeff Austin      | Chico Hagey Dick Bohrnstedt           | 6−4, 7−5                   |
| Guanyador | 2.   | 9 de gener de 1972     | Baltimore, Estats Units      | Dura (i)     | Haroon Rahim     | Pierre Barthes Clark Graebner         | 6−3, 3−6, 6−3              |
| Guanyador | 3.   | 23 de gener de 1972    | Roanoke, Estats Units        | Dura (i)     | Haroon Rahim     | Vladimír Zedník Ian Crookenden        | 6−4, 3−6, 6−3              |
| Guanyador | 4.   | 24 de juliol de 1972   | Columbus                     | Dura         | Pancho Gonzales  | Robert McKinley Dick Stockton         | 6−3, 7−5                   |
| Guanyador | 5.   | 1972                   | Los Angeles (2)              | Dura         | Pancho Gonzales  | Ismail El Shafei Brian Fairlie        | 6−3, 7−6                   |
| Guanyador | 6.   | 7 de gener de 1973     | Baltimore (2)                | Dura (i)     | Clark Graebner   | Paul Gerken Sandy Mayer               | 3−6, 6−2, 6−3              |
| Guanyador | 7.   | 21 de gener de 1973    | Roanoke (2)                  | Dura (i)     | Juan Gisbert     | Ian Fletcher Butch Seewagen           | 6−0, 7−6                   |
| Finalista | 4.   | 28 de gener de 1973    | Omaha, Estats Units          | Dura (i)     | Juan Gisbert     | William Brown Mike Estep              | Renúncia                   |
| Finalista | 5.   | 3 de març de 1973      | Hampton, Estats Units        | Dura (i)     | Ion Țiriac       | Clark Graebner Ilie Năstase           | 2−6, 1−6                   |
| Finalista | 6.   | 25 de març de 1973     | Washington DC, Estats Units  | Moqueta (i)  | Ilie Năstase     | Jürgen Fassbender Karl Meiler         |                            |
| Finalista | 7.   | 3 de juny de 1973      | Roland Garros, França        | Terra batuda | Ilie Năstase     | John Newcombe Tom Okker               | 1−6, 6−3, 3−6, 7−5, 4−6    |
| Guanyador | 8.   | 8 de juliol de 1973    | Wimbledon, Regne Unit        | Gespa        | Ilie Năstase     | John Cooper Neale Fraser              | 3−6, 6−3, 6−4, 8−9(3), 6−1 |
| Guanyador | 9.   | 20 d'agost de 1973     | South Orange, Estats Units   | Dura         | Ilie Năstase     | Pancho Gonzales Tom Gorman            | 6−7, 6−3, 6−2              |
| Finalista | 8.   | 17 de setembre de 1973 | Los Angeles                  | Dura         | Ilie Năstase     | Jan Kodeš Vladimír Zedník             | 2−6, 4−6                   |
| Finalista | 9.   | 7 d'octubre de 1973    | Quebec, Canadà               | Dura (i)     | Marty Riessen    | Robert Carmichael Frew McMillan       | 2−6, 6−7                   |
| Guanyador | 10.  | 5 de novembre de 1973  | Estocolm, Suècia             | Dura (i)     | Ilie Năstase     | Robert Carmichael Frew McMillan       | 6−3, 6−7, 6−2              |
| Guanyador | 11.  | 24 de febrer de 1974   | Salisbury, Estats Units      | Moqueta (i)  | Frew McMillan    | Byron Bertram Andrew Pattison         | 3−6, 6−2, 6−1              |
| Guanyador | 12.  | 1974                   | Palm Beach, Estats Units     | Terra batuda | Pancho Gonzales  | Clark Graebner Pancho Segura          | 3−6, 6−2, 7−5              |
| Guanyador | 13.  | 24 de març de 1974     | Salt Lake City, Estats Units | Dura (i)     | Vitas Gerulaitis | Iván Molina Jairo Velasco             | 2−6, 7−6, 7−5              |
| Guanyador | 14.  | 11 d'agost de 1974     | Indianapolis, Estats Units   | Terra batuda | Ilie Năstase     | Jürgen Fassbender Hans-Jürgen Pohmann | 6−7, 6−3, 6−4              |
| Guanyador | 15.  | 16 de novembre de 1974 | Londres, Regne Unit          | Moqueta (i)  | Ilie Năstase     | Brian Gottfried Raúl Ramírez          | 3−6, 7−6, 6−3              |
| Guanyador | 16.  | 16 de febrer de 1975   | Salisbury (2)                | Moqueta (i)  | Ilie Năstase     | Jan Kodeš Roger Taylor                | 7−6, 6−2                   |
| Guanyador | 17.  | 25 d'agost de 1975     | South Orange (2)             | Terra batuda | Ilie Năstase     | Dick Crealy John Lloyd                | 6−2, 6−3                   |
| Finalista | 10.  | 26 de maig de 1975     | Roma, Itàlia                 | Terra batuda | Ilie Năstase     | Brian Gottfried Raúl Ramírez          | 4−6, 6−7, 2−6, 1−6         |
| Guanyador | 18.  | 7 de setembre de 1975  | US Open, Estats Units        | Terra batuda | Ilie Năstase     | Tom Okker Marty Riessen               | 6−4, 7−6                   |
| Guanyador | 19.  | 21 de setembre de 1975 | Hamilton, Bermudes           | Terra batuda | Ilie Năstase     | Vitas Gerulaitis Sandy Mayer          | 4−6, 6−3, 6−3              |
| Finalista | 11.  | 15 de novembre de 1975 | Londres                      | Moqueta (i)  | Ilie Năstase     | Wojtek Fibak Karl Meiler              | 1−6, 5−7                   |
| Guanyador | 20.  | 25 de gener de 1976    | Birmingham, Estats Units     | Moqueta (i)  | Erik van Dillen  | Hank Pfister Dennis Ralston           | 7−6, 6−4                   |
| Finalista | 12.  | 25 d'abril de 1976     | Denver, Estats Units         | Moqueta (i)  | Billy Martin     | John Alexander Phil Dent              | 7−6, 2−6, 5−7              |
| Finalista | 13.  | 26 de juliol de 1976   | Washington DC (2)            | Terra batuda | Arthur Ashe      | Brian Gottfried Raúl Ramírez          | 3−6, 3−6                   |
| Guanyador | 21.  | 3 d'agost de 1980      | North Conway, Estats Units   | Terra batuda | Brian Gottfried  | Kevin Curren Steve Denton             | 7−6, 6−2                   |

### Dobles mixts: 1 (0−1)
| Resultat  | Núm. | Data                  | Torneig               | Superfície | Parella     | Oponents                     | Marcador |
| --------- | ---- | --------------------- | --------------------- | ---------- | ----------- | ---------------------------- | -------- |
| Finalista | 1.   | 8 de setembre de 1974 | US Open, Estats Units | Gespa      | Chris Evert | Pam Teeguarden Geoff Masters | 1−6, 6−7 |

### Equips: 1 (0−1)
| Resultat  | Núm. | Data                      | Torneig                      | Superfície       | Equip                                  | Oponents                                                  | Marcador |
| --------- | ---- | ------------------------- | ---------------------------- | ---------------- | -------------------------------------- | --------------------------------------------------------- | -------- |
| Guanyador | 1.   | 16−18 de desembre de 1984 | Copa Davis, Göteborg, Suècia | Terra batuda (i) | Jimmy Arias Peter Fleming John McEnroe | Stefan Edberg Anders Järryd Henrik Sunstrom Mats Wilander | 1−4      |

## Trajectòria

### Individual
| Open d'Austràlia | A | A   | A     | A     | A     | G    | F    | A    | A     | A    | A     | A     | A     | A     | A     | A     | A     | NC    | A     | A     | A     | A   | A     | A     | A   | A   | A   | A    | 1 / 2      | 11−1       |
| Roland Garros | A | A   | A     | 3R    | 1R    | A    | A    | A    | A     | A    | SF    | SF    | QF    | QF    | QF    | SF    | SF    | A     | QF    | A     | 2R    | A   | 3R    | 1R    | A   | A   | A   | A    | 0 / 13     | 40−13      |
| Wimbledon | A | A   | A     | QF    | QF    | G    | F    | QF   | F     | F    | SF    | SF    | SF    | G     | 4R    | F     | SF    | 3R    | SF    | 4R    | 2R    | A   | 3R    | 2R    | A   | A   | A   | A    | 2 / 20     | 84−18      |
| US Open | Q | 1R  | 2R    | 1R    | QF    | G    | F    | G    | F     | G    | SF    | SF    | SF    | G     | G     | SF    | SF    | 3R    | SF    | QF    | QF    | A   | SF    | 2R    | A   | A   | A   | A    | 5 / 22     | 98−17      |
| Grand Prix | A | A   | A     | SF    | SF    | A    | A    | A    | G     | RR   | SF    | SF    | RR    | SF    | SF    | SF    | A     | A     | RR    | A     | A     | A   | A     | A     | A   | A   | A   | A    | 1 / 11     | 18−17      |
| WCT Finals | A | A   | A     | A     | A     | A    | A    | A    | G     | A    | SF    | G     | A     | A     | A     | F     | SF    | A     | A     | A     | A     | A   | A     | A     | A   | A   | A   | A    | 2 / 5      | 10−3       |
| Total Victòries−Derrotes                                                                                                   |   | 5−4 | 20−11 | 69−24 | 88−15 | 93−4 | 82−8 | 90−8 | 68−11 | 66−6 | 79−12 | 73−15 | 61−12 | 78−10 | 52−11 | 74−14 | 48−14 | 45−15 | 52−19 | 40−10 | 31−13 | 0−3 | 19−14 | 17−15 | 3−5 | 1−3 | 2−2 | 0−1  | 1274 − 282 | 1274 − 282 |
| Rànquing a final d'any | − | −   | −     | −     | 3     | 1    | 1    | 1    | 1     | 1    | 2     | 3     | 3     | 2     | 3     | 2     | 4     | 8     | 4     | 7     | 14    | 936 | 49    | 84    | 370 | 672 | 419 | 1300 |            |            |
| Llegenda: G: Guanyador; F: Finalista; SF: Semifinalista; QF: Quarts de final; Q: Qualificació; A: Absent; RR: Round Robin; |   |     |       |       |       |      |      |      |       |      |       |       |       |       |       |       |       |       |       |       |       |     |       |       |     |     |     |      |            |            |

### Dobles masculins
| Open d'Austràlia | A   | A     | A     | A     | 3R    | 1R   | A    |  | A   | 0 / 2    | 2 − 2    |
| Roland Garros | A   | A     | SF    | F     | A     | A    | A    |  | 1R  | 0 / 3    | 9 − 3    |
| Wimbledon | A   | 1R    | 1R    | G     | SF    | 4R   | 2R   |  | A   | 1 / 6    | 13 − 5   |
| US Open | QF  | 3R    | 3R    | A     | 1R    | G    | A    |  | A   | 1 / 5    | 13 − 4   |
| Total Victòries−Derrotes                                                                                                   | 4−4 | 15−10 | 25−13 | 42−10 | 31−11 | 30−8 | 17−6 |  | 1−4 | 174 − 78 | 174 − 78 |
| Rànquing a final d'any | −   | −     | −     | −     | −     | −    | 24   |  | 574 |          |          |
| Llegenda: G: Guanyador; F: Finalista; SF: Semifinalista; QF: Quarts de final; Q: Qualificació; A: Absent; RR: Round Robin; |     |       |       |       |       |      |      |  |     |          |          |